# Emil Paul Tscherrig
Emil Paul Tscherrig, né le 3 février 1947 à Unterems, en Suisse, est un prélat catholique et diplomate suisse du Saint-Siège, nonce apostolique en Italie et à Saint-Marin de 2017 à 2024. Le 30 septembre 2023, il est créé cardinal par le pape François.

## Biographie
Emil Paul Tscherrig est né à Unterems en tant qu'aîné de huit enfants d'une famille d'agriculteurs des montagnes suisses. Il a fréquenté l'école primaire à Unterems et à partir de 1961 le Lycée-collège Spiritus Sanctus de Brigue. Après avoir obtenu son diplôme d'études secondaires en 1968, il a étudié la philosophie et la théologie catholique au séminaire de Sion et à l'Université de Fribourg. En 1974, il obtient une licence en théologie catholique.
Ordonné prêtre le 11 avril 1974 pour le diocèse de Sion, il étudie ensuite la théologie à Fribourg et à Rome. Il entre au service diplomatique du Saint-Siège en 1978.
Le 4 mai 1996, le pape Jean-Paul II le nomme archevêque titulaire de Voli (de) et nonce apostolique au Burundi. Il est ordonné évêque le 27 juin 1996 par Angelo Sodano, Cardinal secrétaire d'État. 
Il est ensuite successivement nonce apostolique dans les Caraïbes, en Corée du Sud (en) et en Mongolie (en), dans les pays scandinaves (en) puis en Argentine (en). Le 12 septembre 2017, le pape François le nomme nonce apostolique en Italie (en) et à Saint-Marin (en). Il est le premier non-italien à occuper cette fonction.
Le 9 juillet 2023, le pape François annonce qu'il sera créé cardinal lors d'un consistoire le 30 septembre 2023, avec 20 autres prélats. Il reçoit à cette occasion le titre de cardinal-diacre de San Giuseppe in via Trionfale.
En 2024, le pape François le nomme au conseil de surveillance de l'Institut pour les œuvres de religion. Il est également membre du Tribunal suprême de la Signature apostolique.
Il participe au conclave de 2025 qui voit l'élection de Léon XIV.

## Succession apostolique
Emil Paul Tscherrig a ordonné les évêques suivants :
- Cardinal Ángel Fernández Artime, S.D.B. (2024)
- Archevêque Giordano Piccinotti, S.D.B. (2024)